# Vusanje
Vusanje (cyr. Вусање) – wieś w Czarnogórze, w gminie Gusinje. W 2011 roku liczyła 643 mieszkańców.